# Бегач (река)
Бегач (укр. Бігач) — левый приток Снова, протекающий по Менскому районах (Черниговская область, Украина).

## География
Длина — 10 или 12 км. Площадь бассейна — 113 км².
Русло сильно-извилистое. Крупных притоков нет. Пойма занята лугами, заболоченными участками, очагами — лесами (доминирование сосны). У истоков реки русло выпрямлено в канал (канализировано). В нижнем течении долина, которая сливается с долиной Снова, с множеством стариц.
Берёт начало восточнее села Бегач (Менский район). Река течёт на запад, русло делает несколько крутых поворотов. Впадает в Снов (на 20-м км от её устья) восточнее села Клочков (Черниговский район).
Населённые пункты на реке (от истока к устью):
Менский район
1. Бегач